# 常德学院
29°01′32″N 111°43′14″E / 29.025516°N 111.72055°E
常德学院，位于湖南省常德市青年东路，是湖南省的一所全日制民办本科普通高等学校。

## 历史
2002年，湖南文理學院芙蓉学院成立，属湖南文理學院管理的独立学院。
2025年2月21日，经中华人民共和国教育部批准，原属湖南文理學院管理的独立学院湖南文理學院芙蓉学院脱离该校管理，并转设为民办普通高等学校常德学院，由常德市城市建设投资集团有限公司全资持有。

## 学校院系
常德学院拥有5个系，1个部，35个本科专业。

### 系
文学与社会科学系、工程与技术系、理学系、经济与管理系、艺术与体育系

### 部
公共基础课部

## 校训
博学、弘文、明理、求真